# Diogenes van Apollonia
Diogenes van Apollonia of Diogenes Apolloniates (Oudgrieks Διογένης, Diogénês) (circa 460 v.Chr.) was een oud-Grieks filosoof, geboren in Apollonia aan de Zwarte Zee .

## Leven
Hoewel Diogenes uit een Dorisch gebied kwam, schreef hij net zoals de andere natuurfilosofen uit zijn tijd in het Ionische dialect. Naast zijn filosofische activiteiten was Diogenes ook bekend als arts.
Er bestaat weinig twijfel over dat hij tijdens zijn leven een tijd in Athene woonde, waar hij naar verluidt zo onpopulair werd, dat hij bij momenten moest vrezen voor zijn leven. Vermoedelijk hield dit verband met zijn mogelijk atheïstische opvattingen.
In de komedie De Wolken van Aristophanes worden de filosofische opvattingen van Diogenes overgedragen op Socrates.

## Leer
Net zoals Anaximenes - waarvan hij volgens Diogenes Laërtius een leerling was - geloofde Diogenes dat lucht het primaire element in de kosmos was. Ook hij zag lucht als de bron van alle Zijn van waaruit alle andere substanties afgeleid konden worden. Het verschil tussen de Zijnden is daarbij enkel te wijten aan een verschil in dichtheid van de lucht, waaruit de Zijnden opgebouwd zijn. De belangrijkste vooruitgang ten opzichte van het werk van Anaximenes dat hij aan de lucht, als eerste stof, ook intelligentie toekende. "De lucht die binnen in hem wervelde ondersteunde niet enkel, maar dirigeerde ook. De lucht als bron van alle dingen is noodzakelijk een eeuwige en onverwoestbare substantie, maar als ziel is het daarnaast ook noodzakelijk voorzien van een bewustzijn".
Daarnaast geloofde hij ook in het bestaan van een oneindige hoeveelheid werelden en steunde hij reeds de idee dat de aarde een ronde bol was, die ondersteund werd door lucht.
In feite behoorde Diogenes tot de oude Ionische school. Daarnaast werd hij ook beïnvloed zijn tijdgenoot Anaxagoras. Aan hem ontleende hij elementen van diens theorie van het Nous voor zijn eigen theorie van de intelligente lucht. Hij vermeed daarbij wel Anaxagoras' dualisme. Ook de opvattingen van Leucippus zouden invloed gehad hebben op zijn werk.
Zijn belangrijkste werk is getiteld De natura. Van dit werk zijn aanzienlijk veel fragmenten overgeleverd, voornamelijk in het werk van Simplicius van Cilicië.
Mogelijk schreef hij ook de werken Tegen de sofisten , Tegen de natuurfilosofen, Over de Meteorologie en Over de natuur van de mens, waartoe het bekende fragment over de aderen zou kunnen behoren, maar het is ook mogelijk dat deze als afzonderlijke discussies opgenomen waren in zijn belangrijkste werk De natura.
- Bibsys: 95001372
- Biblioteca Nacional de España: XX908094
- Bibliothèque nationale de France: cb11900234q (data)
- Gemeinsame Normdatei: 118672029
- International Standard Name Identifier: 0000 0003 5600 592X
- Library of Congress Control Number: n83225743
- Nationale Bibliotheek van Tsjechië: ola2002161488
- Nationale bibliotheek van Australië: 35344269
- Nationale Bibliotheek van Israël: 987007360019605171
- Nationale Bibliotheek van Polen: a0000003255503
- Nederlandse Thesaurus van Auteursnamen: 069915482
- Réseau des bibliothèques de Suisse occidentale: 02-A000051707
- Système universitaire de documentation: 026832690
- Trove: 919218
- Virtual International Authority File: 177095580
- WorldCat: E39PBJtCCg6kytH37qjwPXM773